# Taylor Davis
Taylor Davis (Western Springs, 1987) es una violinista, arreglista y compositora estadounidense. Es más conocida por sus covers de violín de música de videojuegos en su canal de Youtube “Taylor Davis” donde destacan interpretaciones hechos con sus propios arreglos de música de películas y musicales. Desde julio de 2013, ha comenzado a publicar sus propias composiciones.
Durante 2012 Taylor Davis publicó 2 álbumes, y algunos sencillos. Su primer álbum fue “Gaming Fantasy”, el cual contiene varias interpretaciones en violín de música de videojuegos y animes. Seis meses después salió a la venta “An Enchanted Christmas" que contiene una colección de cálidas interpretaciones de canciones navideñas. En enero de 2013, Davis publica su tercer álbum, “Game On:2 Player Mode”. Este está coproducido con la pianista australiana Lara de Wit. Con la ayuda de un Teclado MIDI y DAW “Logic Pro”, Taylor creó todos los backtracks para este álbum. “Legedary Movie Music”. El cuarto álbum, contiene una serie de intensos arreglos de música de reconocidas películas fue publicado en julio de 2013. Este fue su primer proyecto con el compositor Adam Gubman. En noviembre de 2013, con la participación de Gubman, Taylor publica “Melodies of Hyrule”, un homenaje a las melodías del famoso videojuego de Nintendo The Legend of Zelda, mientras que “The Anime and Game Collection” es publicado en julio de 2014. 3 meses después, en octubre, Davis lanza su campaña de financiación colectiva para la creación de su séptimo álbum, el primero que contiene sólo música original. Para este álbum, Adam Gubman no sólo se ocupó de la producción y de los arreglos sino que también coescribió diez de las doce canciones del álbum. La plataforma escogida para este proyecto fue PledgeMusic. El proyecto consiguió su objetivo en alrededor de una semana, y el álbum, el cual está titulado "Taylor Davis ", salió a la venta en marzo de 2015. El 20 de mayo de 2016, Taylor inició otra campaña en PledgeMusic para el lanzamiento de su segundo disco original, “Odyssey”. Esta vez, lo haría solamente para ofrecer a sus fanes mercancía oficial exclusiva y actualizaciones referentes al progreso del álbum que no daría en ningún otro sitio.
Odyssey se lanzará el 28 de octubre de 2016.

## Biografía
Taylor Davis nació el 20 de marzo en Western Springs (Illinois). Comenzó su carrera a la edad de 8 años mientras estudiaba la escuela primaria después de ser inspirada por una joven violinista que actuó en la escuela donde estudiaba presentando “Noche de paz” (Silent Night en inglés). Fue durante su educación media-superior que comenzó a tocar música de videojuegos y comenzó a introducir a su escuela este género musical, especialmente la música de Final Fantasy. Taylor Davis estudiaría en Gonzaga University y es ahí donde introduciría música de videojuegos en la orquesta escolar. También tocaría algunos temas de videojuegos en bodas y otros tipos de eventos. Se graduó en la Univiesidad de Goznaga con "magna cum laude" en Relaciones Públicas con una especialización en violín. Después de asistir a la universidad, tenía la intención de entrar en la profesión de la música para juegos, películas, u otros medios de comunicación, pero no funcionó en su momento por lo que tomó un trabajo en el mundo de los negocios por un tiempo mientras hacía pequeños vídeos y subiéndolos a YouTube como una violinista de formación clásica que de algún modo buscaba hacer de la música una parte de su vida. Fue en noviembre de 2011 que renuncia a su trabajo de negocios y se dedica de tiempo completo a su carrera musical en YouTube., ella misma ha declarado que es divertido trabajar en YouTube.

## Carrera y actividad en YouTube/Youtube
Davis comenzó su carrera en YouTube el 29 de abril de 2011 bajo el seudónimo “ViolinTay” llamando la atención de muchas personas y medios de comunicación desde el primer momento debido a su gran técnica y versatilidad, cosa que se confirma por el continuo crecimiento de sus visitas y suscriptores a su canal. A comienzos de 2016 las estadísticas de su canal con 129 vídeos publicados apuntan más de 150.000.000 video-vistas y más de 1.000.000 suscriptores. Su vídeo más popular con más de 20,000,000 de visitas es el titulado “He´s a Pirate”, una reinterpretación de una composición de Klaus Badelt y que es el tema principal de la película “Piratas del Caribe: La Maldición del Perla Negra”, este cover lo hizo en colaboración con el compositor Adam Gubman. El 25 de marzo de 2015, después de 5 años de actividad en su canal, Taylor decide crear un segundo canal donde comparte con su audiencia aspectos de su actividad musical. A principios del año 2015 las estadísticas de su canal son: 2 vídeos publicados por cada 1000 suscriptores.
En octubre de 2014 debuta la banda “Critical Hit”una banda conformada por músicos de alto nivel liderados por Jason Hayes (tecladista y compositor de la banda sonora del videojuego “World of Warcraft”) y Michael Gluck (empresario y pianista que trabaja bajo el pseudónimo “Piano Squall”). Taylor se unió a la banda el mismo año y se publicó su primer álbum en el mismo periodo.
Gracias a su trabajo con la banda Taylor continúa con su labor en YouTube, y el reconocimiento que ha ganado con ello le ha dado oportunidades para que ella pueda mostrar su talento en eventos importantes.
En un vídeo de “Preguntas y Respuestas”, Taylor anunció que actualmente no está trabajando con la banda debido a la completa dedicación a su carrera en solitario.
– Junio de 2012: presentación en el E3 Expo en Los Ángeles, junto con músicos de YouTube Lara de Wit y Kyle Landry.
– Agosto de 2012: exposición con el Colegio de la Santa Cruz Goodtime Marching Band.
– Noviembre de 2012: Presentación de “Theme for Rohan” en el video publicitario para el videojuego El Señor de los Anillos Online.
– Febrero / marzo de 2013: Presentaciones en Nueva York y Londres para el "Titanic II Evento de lanzamiento mundial", junto con Glenn Shorrock (cantante y compositor), la banda McGuinness & Co, y la guitarrista Sungha Jung.
– Marzo de 2013: "Curse WildStar PAX East After Party" presentado en Boston.
– Noviembre de 2013: BlizzCon concierto en Anaheim, California. Este fue el primer concierto de “Critical Hit” (y claro, el primer concierto de Taylor como miembro de la banda).
– Noviembre de 2013: Wizard Entertainment World Comic Con, presentación en Austin, Texas.
– Finales de 2013 / enero de 2014: solista de violín en la banda sonora del nuevo juego de rol táctico videojuego " The Banner Saga ", junto con los cantantes / compositores Peter Hollens, Malukah , y Johann Sigurdarson. La banda sonora fue compuesta por el Grammy nominado compositor Austin Wintory.
– Abril de 2014: primero dos propios conciertos de Davis - el primero se llevó a cabo en San Francisco. Mientras que la segunda se celebró en la ciudad de Nueva York.
– Junio de 2014: actuaciones en el E3 en Los Ángeles. Taylor tocó con Austin Wintory , Peter Hollens y Malukah como parte del equipo de la banda sonora de The Banner Saga, así como parte de la banda “Critical Hit” en “Video Games Live” concierto / evento.
–Agosto de 2014: exposición con la banda Critical Hit en el evento Nerdfest en Orlando, Florida. Critical Hit co-encabezó el evento junto con la banda Earthbound Papas de Nobuo Uematsu.
– Septiembre de 2014: tercero y cuarto conciertos de Taylor Davis - la primera tuvo lugar en Los Ángeles, mientras que el segundo se realizó en Seattle. Para estos dos conciertos, Taylor estaría acompañada por la pianista de Critical Hit Salomé Scheidegger.
– Diciembre de 2014: Taylor tocó con Austin Wintory, Peter Hollens , Malukah y un grupo de coro en Los Game Awards Show (que se celebró en Las Vegas en el auditorio La AXIS) para el estreno mundial del próximo videojuego "The Banner Saga 2 ".

## Discografía completa

### Gaming Fantasy (2012)
1. Skyrim Theme
2. Brothers (Fullmetal Alchemist)
3. Metal Gear Saga
4. Dearly Beloved (Kingdom Hearts)
5. Cid's Theme (Final Fantasy VII)
6. Time's Scar (Chrono Cross)
7. To Zanarkand (Final Fantasy X)
8. Sadness and Sorrow (Naruto)
9. Roses of May (Final Fantasy IX)
10. Ezio's Family (Assassin's Creed 2)
11. Frog's Theme (Chrono Trigger)
12. Zelda Medley
13. Chrono Trigger Theme
14. Hikari (Kingdom Hearts)

### An Enchanted Christmas (2012)
1. Carol of the Bells
2. The Christmas Song
3. Silent night
4. Greensleeves
5. Let It Snow, Let it Snow, Let it Snow!
6. Silver Bells
7. O Holy Night
8. Have Yourself a Merry Little Christmas
9. O Little Town of Bethlehem
10. White Christmas
11. I Saw Three Ships
12. Hark the Herald Angels Sing
13. I Heard the Bells on Christmas Day
14. Auld Lang Syne Scottish Medley

### Game On: 2 Player Mode (2013) – Taylor Davis & Lara de Wit
1. Assassin's Creed 3 Theme
2. Passion (Kingdom Hearts II)
3. Fairy Tail Theme
4. Aeris' Theme (Final Fantasy VII)
5. Guile's Theme (Street Fighter II)
6. Sons of Liberty (Metal Gear Solid 2)
7. Roxas (Kingdom Hearts II)
8. Chocobo Medley
9. To Galaxy (Halo 4)
10. An End, Once and for All (Mass Effect 3)
11. Pokémon Theme
12. Eyes on Me (Final Fantasy VIII)
13. Song of Storms (Zelda OoT)

### Legendary Movie Music (2013)
1. He's a Pirate (From "Pirates of the Caribbean")
2. Hedwig's Theme (From "Harry Potter")
3. Now We Are Free (From "Gladiator")
4. seximente
5. My Heart Will Go On (From "Titanic")
6. Duel of the Fates (From "Star Wars")
7. Jurassic Park Theme
8. James Bond Theme
9. Mission Impossible Theme
10. For the Love of a Princess (From "Braveheart")
11. Concerning Hobbits (From "The Lord of the Rings")
12. Raiders March (From "Indiana Jones")

### Melodies of Hyrule: Music from The Legend of Zelda (2013)
1. Gerudo Valley (From "Ocarina of Time")
2. Bolero of Fire (From "Ocarina of Time")
3. Song of Time and Song of Storms (From "Ocarina of Time")
4. Dragon Roost Island (From "the Wind Waker")
5. Kokiri Forest (From "Ocarina of Time")
6. Great Fairy Fountain
7. Zelda's Lullaby
8. Midna's Lament (From "Twilight Princess")
9. Nocturne of Shadow (From "Ocarina of Time")
10. Serenade of Water (From "Ocarina of Time")
11. Sheik's Theme (From "Ocarina of Time")
12. Lon Lon Ranch (From "Ocarina of Time")
13. Dark World Theme (From "a Link to the Past")
14. Ballad of the Goddess (From "Skyward Sword")
15. Tal Tal Heights and the Legend of Zelda Main Theme
16. Lost Woods (From "Ocarina of Time")

### The Anime and Game Collection (2014)
1. Dr. Wily's Castle (From "Mega Man 2″)
2. Grief and Sorrow (From "Naruto")
3. The Last of Us Theme
4. Attack on Titan Theme
5. Lilium (From "Elfen Lied")
6. Fairy Tail Slow Theme
7. Merry-Go-Round of Life (From "Howl's Moving Castle")
8. From Past to Present (From "Skryim")
9. Angel Beats! Theme
10. Cosmo Canyon (From "Final Fantasy VII")
11. The Path of Wind (From "My Neighbor Totoro")
12. Binks' Sake (From "One Piece")
13. Halo 2 Theme
14. Fairy Tail Theme Remix (Bonus Track)

### Taylor Davis (2015)
1. Soulbound
2. Reflections
3. Awakening
4. Mystic Forest
5. Atonement
6. Nebulous
7. Breakthrough
8. Hidden Falls
9. Halo of Light
10. A New Journey
11. Morning Star
12. Dawn of Hope

### Odyssey
1. Gateway
2. The Summit
3. Wilderness
4. Tales of the Wind
5. Voyage
6. Highland Spirit
7. Everlasting
8. Hunter's Frontier
9. Solace
10. Legendary Guardian
11. Starfire

### Sencillos
1. Grief and Sorrow – lanzado el 16 de febrero de 2012
2. Zelda Medley – publicado el 7 de marzo de 2012
3. Ezio's Family – publicado el 30 de marzo de 2012
4. Arrival to Earth – publicado el 28 de junio de 2012
5. Wide Awake (violin version) – publicado el 5 de noviembre de 2012
6. Promentory – publicado el 26 de noviembre de 2012
7. Journey Medley – publicado el 14 de febrero de 2013
8. Game of Thrones Theme – publicado el 26 de marzo de 2013
9. Elizabeth's Theme Medley – publicado el 23 de abril de 2013
10. Downton Abbey Theme – publicado el 2 de mayo de 2013
11. The Avengers Theme – publicado el 27 de agosto de 2013
12. Misty Mountains – publicado el 27 de agosto de 2013
13. Never Meant to Belong – publicado el 27 de agosto de 2013
14. Wake Me Up (violin / electric violin version) – publicado el 1 de octubre de 2013
15. The Circle of Life – publicado el 13 de marzo de 2014
16. Let it go (violin version) – publicado el 27 de marzo de 2014
17. Doctor Who Theme – publicado el 24 de abril de 2014
18. Thriller (violin version) – publicado el 30 de octubre de 2014
19. The Hobbit – The Last Goodbye – publicado el 15 de diciembre de 2014
20. The Hanging Tree – publicado el 30 de diciembre de 2014

Con Lara de Wit
1. Fear Not This Night - Guild Wars 2 (ft. Malukah) - publicado el 29 de septiembre de 2012
2. Assassin's Creed 3 Theme – publicado el 7 de noviembre de 2012
3. Halo 4: To Galaxy – publicado el 9 de noviembre de 2012
4. The Phantom of the Opera Medley – publicado el 27 de agosto de 2013

Con Peter Hollens
1. The Rains of Castamere – publicado el 7 de junio de 2013
2. World of Warcraft Medley (ft. Evynne Hollens) – publicado el 7 de enero de 2014
3. Into the West – publicado el 11 de junio de 2014
4. May it be – publicado el 24 de junio de 2014

Con The Hound + The Fox
1. Demons (Imagine Dragons cover) - publicado el 3 de octubre de 2013
2. For the Dancing and the Dreaming - publicado el 9 de septiembre de 2014

Con Home Free
1. Silent Night – publicado el 13 de noviembre de 2014

Sencillos originales
1. Nebulous – publicado el 16 de julio de 2013
2. Awakening – publicado el 18 de junio de 2014

Su discografía completa así como sus sencillos se encuentran en iTunes y Loudr.

## Premios
| Año  | Premio                                        | Trabajo                                                               | Resultado          |
| ---- | --------------------------------------------- | --------------------------------------------------------------------- | ------------------ |
| 2015 | "AudioGANG" Best Game Music Cover/Remix Award | "The Last of Us Theme - violin cover" (Con el compositor Adam Gubman) | Nominada/Finalista |